# Nordøstsjælland
Nordøstsjælland er i geografisk henseende den del af øen Sjælland, der ligger øst for Isefjorden og nord for Stevns, det vil sige Nordsjælland medregnet Hornsherred og Køge Bugt-området.
Nordøstsjælland svarer til det område, der før kommunalreformen i 2007 omfattede:
1. Københavns Kommune,
2. Frederiksberg Kommune,
3. Frederiksborg Amt,
4. Københavns Amt,
5. Roskilde Amt,

og som efter den foregående kommunalreform i 1970 betegnedes som Hovedstadsområdet.
Områdets afgrænsning må ses i lyset af flere forhold:
1. geometrisk svarer det nogenlunde til den fjerdedel, der udskilles af to linjer angivende midtlinjen mellem øens nordligste og sydligste henholdsvis vestligste og østligste punkt,
2. landskabeligt er området – takket være Isefjordens dybe indskæring og Køge Bugts indgående bue – forholdsvis velafgrænset fra øens øvrige dele, ligesom skov her er mere fremtrædende end øens andre egne,
3. bebyggelsesmæssigt udgør området Hovedstadens gamle indflydelsesområde, med de gamle købstæder Helsingør, Hillerød, Frederikssund, Roskilde og Køge som endepunkter i de "byfingre", som København lod strække ud over landskabet.